# Paradisus Londinensis
Paradisus Londinensis (abreviado Parad. Lond.) es un libro ilustrado con descripciones botánicas que fue editado por el botánico y pteridólogo inglés Richard Anthony Salisbury. Fue publicado en 2 volúmenes en los años 1805-1808, con el nombre de Paradisus Londinensis: or Coloured Figures of Plants Cultivated in the vicinity of the Metropolis. London.